# Altaepeltis
Altaepeltis – rodzaj stawonogów z wymarłej gromady trylobitów, z rzędu Corynexochida.
Żył w okresie wczesnego i środkowego dewonu.